# Jakub z Viterbo
Jakub z Viterbo OESA (ur. ok. 1255 w Viterbo, zm. w 1307 w Neapolu) – biskup Benewentu, włoski błogosławiony Kościoła katolickiego.
Gdy poczuł powołanie do życia zakonnego wstąpił do zakonu Braci św. Augustyna. Później rozpoczął studia teologiczne i uzyskał doktorat w 1293 roku. Powołano go na stolicę biskupią w Benewencie. Zmarł w 1307 roku w opinii świętości.
Kult Jakuba z Viterbo, jako błogosławionego, zatwierdził papież Pius X w 1911 roku.
Jego wspomnienie liturgiczne w Kościele katolickim obchodzone jest 12 grudnia lub 4 czerwca (augustianie).